# Fabian Kauter
Fabian Kauter (* 22. září 1985 Bern, Švýcarsko) je švýcarský sportovní šermíř, který se specializuje na šerm kordem. Je synem bývalého švýcarského reprezentanta v šermu kordem ze sedmdesátých let Christiana Kautera a bratr bývalého švýcarského reprezentanta Michaela Kautera. Švýcarsko reprezentuje v mužích od roku 2004. V roce 2012 a 2016 startoval na olympijských hrách v soutěži jednotlivců a v obou případech vypadl v osmifinále. Na mistrovství světa obsadil v soutěži jednotlivců třetí místo v roce 2011 a 2013. Patří k oporám švýcarského družstva kordistů, se kterým pravidelně vozí medaile z velkých sportovních akcí. Je čtyřnásobným mistrem Evropy s družstvem z let 2004, 2012, 2013 a 2014. Na olympijských hrách v roce 2016 neprošel s družstvem přes úvodní kolo.